# إنريكو ماتي
إنريكو ماتي (بالإيطالية: Enrico Mattei)‏ (29 أبريل 1906م - 27 أكتوبر 1962م) إيطالي الجنسية كان من أوائل اللذين بدئوا في استهداف تحالف سيطرة الأخوات السبع.

## التأثير الدولي
لم يتأثر المجتمع الدولي بمقتله كثيرا بل كان مؤمن تماما بأنه لا مكان لهؤلاء أمام الاخوات السبعة

## وفاته
توفي في حادث طائرة غامض، وبعد فتح التحقيق لاحقاً اتضح وجود بقايا متفجرات في طائرته..
سياسيي ورجل أعمال واداري بارز في مجال إنشاء شركات صناعة النفط ولد انريكو ماتي Enrico Matt بمدينة «اكوالانغا» وهي في الوسط الشرقي من إيطاليا سنة 1906م، تولى بعد الحرب العالمية الثانية مهمة ألغاء وتصفية شركة " jip " النفطية المتهمة أدارتها بأنها موالية للعهد الفاشي الإيطالي الذي قاده بينيتو موسوليني سنة 1922 م، في حين أن شركة " ajip" تم تأسيسها في روما سنة 1926م وهي شركة عملاقة في مجال البحث والتنقيب والتكرير وتصفية المشتقات البترولية الإيطالية حول العالم حيث بنية على أنقاضها شركة eni «ايني» 1953م التي بالفعل كانت رائدة في هذا المجال تاريخيا،
هذا وأطلق ماتي مصطلح الأخوات السبع وكان يعمل دائما على وقف احتكارها لصناعة النفط العالمية حيث كانت تسيطر على 80% من الأعمال البترولية حول العالم.
أما الشركات اليابانية والألمانية والإيطالية وهم حلفاء في الهزيمة خلال الحرب العالمية الثانية فقد أصبحت في تلك المرحلة خارج المنافسة الحقيقية الدولية في مجال صناعة النفط لذلك كان دائما ينتقد الأخوات السبعة كما أطلق عليها ويشتكي في المحافل والمؤتمرات الدولية من احتكارها وطالب بالأسواق المفتوحة بعيدا عن صبغة المستعمر القديم حيث تتواجد أحواض البترول بالدول التي كانت تتبع المستعمر البريطاني والفرنسي والهولندي بالإضافة طبعا للولايات المتحدة المهيمنة آنذاك على اقتصاديات العالم الحر قبل سقوط الاتحاد السوفيتي سنة 1989 م ومنها دول أمريكا اللاتينية،
```
وفي سنة 1948 م أصبح ماتي عضوا 
بالبرلمان الإيطالي
 حتى سنة 1953 م واستطاع بعد جهدا كبير أنشأ شبكة اتصالات دولية مع 
موسكو
 والقاهرة وطهران 
ويوغوسلافيا
 
وتونس
 والمغرب 
وفنزويلا
 لتطوير أعمال 
النفط
 لديهم عبر الشركات الإيطالية التي كانت رائدة في مجال الطاقة ومنح عروض مغرية وبأسعار مدروسة وامتيازات جمة منها تدريب الكوادر الوطنية ومنح تعليم في إيطاليا والاعتراف باستقلال الدول التي كانت لا تزال تحت 
الاستعمار
 ومنها 
الجزائر
 حيث تواجه مع اليمين الفرنسي المتطرف واستطاع محاربة احتكار الأخوات السبع وشجع الشركات اليابانية والألمانية على دخول السوق مجددا وفتح أسوق جديدة في 
إفريقيا
 واسيا وأمريكا اللاتينية ويقول الباحث الاقتصادي الفرنسي غاستون رايموندي انريكو ماتي هو المسبب الحقيقي لأنشاء تحالف الدول الصناعية السبعة حيث بدئت الهيئات الاقتصادية التابعة لتلك الدول التفكير بعدم المنافسة والاحتكار وانه يجب احتواء الشريك الأخر وكان اجتماعهم الأول سنة 1976 م، وفي سنة 1962م كان ماتي في رحلة داخلية ما بين مدينة 
صقلية
 
وميلانو
 برفقة كل من الصحفي الأمريكي «تايم لايف ويليم مايكل» وقائد الطائرة «ارني ريو بر وتوزي»، حيث تعرضت الطائرة لحادث أدى لسقوطها فقتلوا جميعا وتم فتح تحقيق بالحادث ولكن نتائجه ما زالت مبهمة إلى حينه.
```

## وصلات خارجية
- إنريكو ماتي على موقع الموسوعة البريطانية (الإنجليزية)
- إنريكو ماتي على موقع مونزينجر (الألمانية)

- السيرة الذاتية من www.storiaXXIsecolo.it
- وصف الحادث.
- Archivio Convegni Gruppo Italiano Frattura